# ثنائي هيدرو اليوريدين
ثنائي هيدرو اليوريدين (بالإنجليزية: Dihydrouridine (D))‏ هو نيوكليوسيد بيريميدين ينتج من خلال إضافة ذرتي هيدروجين لليوريدين ما يجعله حلقة بيريميدين مشبعة تماما من دون روابط مزدوجة، يتواجد ثنائي هيدرو اليوريدين كنوكليوتيد في جزيئات الرنا الناقل والريبوسومي، القاعدة المكونة له هي ثنائي هيدرويوراسيل

بنية الزوج القاعدي الأدينين مع ثنائي هيدرو اليوريدين (AD).

## دوره
لأن ثنائي هيدرو اليوريدين ليس ذو مستوي واحد يتسبب هذا في تشويش تفاعلات التحزيم بين أزواج القواعد في اللولب المزدوج ويقلل من استقرار الرنا، ويقوم كذلك بجعل هيئة السكر C'2 إندو مستقرة، وهي أكثر مرونة من C'3 إندو ويتنقل هذا التأثير إلى الذرة 5' من السكرالمجاور. ومنه عكس السودويوريدين الذي يجعل هيئة الرنا مستقرة؛ يقوم ثنائي هيدرو اليوريدين بالعكس.
الرنا الناقل للكائنات التي تنمو في درجات حرارة منخفضة (محبات البرودة) لديها نسب ثنائي هيدرو اليوريدين (40-70% أكثر من المتوسط) وهذا يمنح المرونة الضرورية للرنا الناقل في درجات الحرارة تحت أو عند نقطة التجمد.